# Эмпория (Канзас)
Эмпория (англ.  Emporia ) — город и административный центр округа  Лайон  в штате Канзас США.

## Описание
Административный центр округа Лайон с 1860 года в восточно-центральном Канзасе. Расположен между реками Коттонвуд и Неошо. Основанный в 1857 году городской компанией, устав которой запрещал продажу и употребление алкоголя на территории города, он был назван в честь легендарного древнего города в Северной Африке или в честь рыночного центра в Греции. Поселение развивалось как торговый центр после появления железной дороги Atchison, Topeka and Santa Fe Railway в 1869 году. Сильные засухи, которые преследовали город, прекратились в 1938 году с перекрытием долины Кахола в 40 км к северо-западу. Emporia Gazette стала, вероятно, самой известной и уважаемой газетой «маленького города» в Соединённых Штатах под редакцией Уильяма Аллена Уайта, который купил ее в 1895 году. Дом Уильяма Аллена Уайта является государственным историческим памятником. В настоящее время город является торговым и судоходным центром крупного фермерского и молочного региона, а также местом расположения Государственного Университета Эмпории (с 1863 г.) и Технического колледжа Флинт-Хиллз (с 1963 г.). Среди достопримечательностей — городской зоопарк и Национальный зал славы учителей (с 1989 г.). Неподалёку находятся государственные рыболовные озера Чейз и Лайон. Инкорпорирован в 1870 году. Население в 2000 — 26 760, в 2010 году — 24 916 жителей.

## Население
| 2010   | 2020    |
| ------ | ------- |
| 24 916 | ↘24 139 |